# Nikolái Vasílievich Novikov
Nikolái Vasílievich Novikov (en ruso: Николай Васильевич Новиков; 7 de febrero de 1903–1989) fue un diplomático de la Unión Soviética.

## Biografía
Se graduó en el Instituto Oriental de Leningrado en 1930. En los años siguientes ocupó diversas posiciones científicas y académicas, además de servir en la Comisaría del Pueblo de Asuntos Exteriores en Moscú y como representante soviético en Atenas y El Cairo durante la Segunda Guerra Mundial. En particular, se desempeñó como embajador de la Unión Soviética ante los Estados Unidos, siendo nombrado para ese puesto el 10 de abril de 1946 hasta que fue relevado de su cargo el 24 de octubre de 1947. Había estado fuera de Washington D. C. desde que fue llamado a Moscú para consultas el 26 de julio de ese año.
En 1990, durante la Glasnost, algunos de los papeles de Novikov escritos en 1946 salieron a la luz. Esto reveló el influyente telegrama Novikov o informe Novikov (enviado a Moscú el 27 de septiembre de 1946) que fue, en parte, una reacción al telegrama muy crítico de George F. Kennan acerca de la Unión Soviética. Novikov recibió la orden de presentar un informe sobre la política exterior de Estados Unidos. Allí habló sobre la militarización estadounidense, el crecimiento de su gasto militar, la ideología de ese país, la cooperación estadounidense con el Reino Unido y su suposición de que la élite estadounidense dictaba y orquestaba a la prensa para oponerse a la Unión Soviética. El telegrama reflejaba el pensamiento de Stalin y de la cual fue autor Viacheslav Mólotov.
Se casó y tuvo dos hijos Yuri (n. 1939) y Nikolái (n. 1943).